# امامزاده شاه یلان
امامزاده شاه یلان در بازار کاشان و رو به قبله قرار دارد. روی دیوار امامزاده تاریخ ۹۰۴ هجری حک شده است. صندوقچه چوبی منبت کاری روی گور امامزاده دارای تاریخ ۹۵۱ هجری است. چون اطراف گور با کاشی‌های نفیس قدیمی تزئین شده است برای جلوگیری از دزدیده شدن آنها، اطراف گور را با لایه‌ای از آجر و گچ پوشانده‌اند.